# Pleuroweisia schliephackei
Pleuroweisia schliephackei là một loài Rêu trong họ Pottiaceae. Loài này được Limpr. miêu tả khoa học đầu tiên năm 1884.